# 農地法
農地法（のうちほう、英語: Cropland Act、昭和27年法律第229号）は、農地および採草放牧地の取り扱いに関する日本の法律である。

## 主務官庁
- 農林水産省農村振興局整備部農地資源課
- 財務省理財局国有財産業務課 - 農業に使われない国有農地および開拓財産の国庫への返還を担当

## 構成
- 第一章 総則（第1条-第2条の2）
- 第二章 権利移動及び転用の制限等（第3条-第15条）
- 第三章 利用関係の調整等（第16条-第29条）
- 第四章 遊休農地に関する措置（第30条-第42条）
- 第五章 雑則（第43条-第63条の2）
- 第六章 罰則（第64条-第69条）
- 附則

## 概要
戦後GHQは保守化した農村を共産主義からの防波堤にしようと同法の制定を農林省に命じた。与党自由党や農林省は反対したが、GHQと同様の考えを持っていた池田勇人は保守の支持基盤ができると考え、池田の強い働きかけによって同法は1952年7月に成立した。「農地法」の制定によって農地改革による零細な農業構造が固定され、規模拡大による農業発展の道は閉ざされた。戦前から有力だった農村の共産主義、社会主義勢力は消滅し、農村は保守化した。池田の狙いは見事に実現し、保守化した農家・農村は農協によって組織化され、農協が自由党、その後の自民党の集票基盤になり、自民党政権下で最大の圧力団体となっていった。また農地法は適正な土地利用の規制を行い大資本による農地への進出を抑制する大きな役割を果たしている。

## 目的
農地の適正な利用を図る。

## 定義
本法で規制するのは、農地および採草放牧地である（農地法第2条第1項）。
「農地」とは、耕作の目的に供される土地をいう。「採草放牧地」とは、農地以外の土地で、主として耕作または養畜の事業のための採草または家畜の放牧の目的に供されるものをいう。 これらは、現況で判断され、登記簿上あるいは税務上の地目とは直接関係なく、お互いに同一の土地に対して現況をそれぞれの法律の基準で判断する。

## 権利移動
農地または採草放牧地について、使用及び収益を目的とする権利を設定したり移転することについて、本法では規定を置いている。「使用及び収益を目的とする権利」とは、所有権、地上権、永小作権、質権、使用貸借による権利、賃借権等が対象となる。一方抵当権は土地の引き渡しが行われないため、ここにいう使用収益する権利に含まれない。これらの権利の設定、移転をしようとするときは、原則として農業委員会の許可を得なければならない。許可を得ずになされた契約は無効となる。違反者は3年以下の懲役または300万円以下の罰金に処せられる。
なお、個人がその住所地以外で農地または採草放牧地について権利を取得する場合は都道府県知事の許可が必要とする規定があったが、改正法によりこの規定の部分は削除されたため、この場合も農業委員会の許可が必要となる。
農業委員会は、権利を取得しようとする者またはその世帯員等の耕作または養畜の事業に必要な機械の所有の状況、農作業に従事する者の数等からみて、これらの者がその取得後において耕作または養畜の事業に供すべき農地および採草放牧地のすべてを効率的に利用して耕作又は養畜の事業を行うと認められない場合には、許可をすることができない。農地の集団化、農作業の効率化その他周辺の地域における農地の農業の効率的かつ総合的な利用の確保に支障を生じるおそれがある場合には、不許可処分をすることができる。農地または採草放牧地について使用貸借による権利または賃借権の設定を受けた者がその農地または採草放牧地を適正に利用していないと認められるにもかかわらず、当該使用貸借による権利または賃借権を設定した者が使用貸借または賃貸借の解除をしないときは、農業委員会は許可を取り消す場合がある。
農業委員会は、次の各号のいずれかに該当する場合には、農地または採草放牧地について使用貸借による権利または賃借権の設定を受けた者に対し、相当の期限を定めて、必要な措置を講ずべきことを勧告することができる。勧告に従わなかった場合は許可を取り消さなければならない。 
1. その者がその農地または採草放牧地において行う耕作または養畜の事業により、周辺の地域における農地または採草放牧地の農業上の効率的かつ総合的な利用の確保に支障が生じている場合
2. その者が地域の農業における他の農業者との適切な役割分担の下に継続的かつ安定的に農業経営を行っていないと認める場合
3. その者が法人である場合にあっては、その法人の業務を執行する役員のいずれもがその法人の行う耕作または養畜の事業に常時従事していないと認める場合

なお、市街化区域内においては、農地または採草放牧地を転用する場合は事前の農業委員会への届出で足りるとする特則があるが、権利移動の場合はこのような特則はなく、市街化区域内であっても原則通り農業委員会の許可が必要である。
許可が不要な場合
- 国または都道府県が権利を取得する場合（国が競売または公売で取得する場合は農業委員会への通知が必要）
- 市町村が土地収用法により収用する場合
- 民事調停法による農事調停により取得する場合
- 相続・遺産分割により取得する場合（取得した者は速やかに農業委員会に届出なければならない）
- 山林原野を農地とする場合

## 農地転用
農地を農地以外のものに転用する場合は都道府県知事または農林水産大臣が指定した市町村長の許可が必要である。ただし、市街化区域内の農地についてはあらかじめ届出することで許可不要である。農地を駐車場、資材置場（一時使用も含む。）、宅地（農家の自宅用地とすることも含む。）、道路として用途を変更したり、植林をして山林にする場合も農地転用許可が必要である。
次に掲げる場合は農地転用を許可することはできない。
- 農業振興地域の整備に関する法律第8条第2項第1号で規定する農用地区域内の農地を転用するとき
- 集団的に存在する農地その他の良好な営農条件を備えている農地として政令で定めるもの
- 申請に係る農地に代えて周辺の他の土地を供することにより当該申請に係る事業の目的を達成することができると認められるとき
- 申請者に申請に係る農地を農地以外のものにする行為を行うために必要な資力及び信用があると認められないこと、申請に係る農地を農地以外のものにする行為の妨げとなる権利を有する者の同意を得ていないことその他農林水産省令で定める事由により、申請に係る農地の全てを住宅の用、事業の用に供する施設の用その他の当該申請に係る用途に供することが確実と認められない場合
- 申請に係る農地を農地以外のものにすることにより、土砂の流出又は崩壊その他の災害を発生させるおそれがあると認められる場合、農業用用排水施設の有する機能に支障を及ぼすおそれがあると認められる場合その他の周辺の農地に係る営農条件に支障を生ずるおそれがあると認められる場合
- 仮設工作物の設置その他の一時的な利用に供するため農地を農地以外のものにしようとする場合において、その利用に供された後にその土地が耕作の目的に供されることが確実と認められないとき。

## 転用のための権利設定移転の制限
農地を農地以外のものにするため、または採草放牧地を採草放牧地または農地以外のものにするため、これらの土地について使用または収益のための権利を設定したり、その権利を移転するには当事者が都道府県知事又は農林水産大臣が指定した市町村長の許可を受ける必要がある。
農地転用の不許可要件に該当しないのみならず，仮設工作物の設置その他の一時的な利用に供するために所有権の移転を行うことはできない。
転用許可を受けなければ、有効に土地の所有権等の移転または権利設定の効力が生じない。

## 農地所有適格法人が農地所有適格法人でなくなった場合の土地の買収
農地所有適格法人が農地所有適格法人でなくなった場合において、その法人もしくはその一般承継人が所有する農地若しくは採草放牧地があるとき、またはその法人およびその一般承継人以外の者が所有する農地もしくは採草放牧地でその法人もしくはその一般承継人の耕作若しくは養畜の事業に供されているものがあるときは、国がこれを買収する。ただし、農地所有適格法人が3条許可を受けた時点で農地もしくは採草放牧地でなかった土地であったとき、農地所有適格法人が農地法上の許可を受けて使用貸借権または賃借権を得ているときはこの限りではない。

## 農地の貸借
農地又は採草放牧地の貸借については、民法等の規定に修正が加えられている。
- 賃貸借の期間は民法では20年以内とされているところ、農地法第19条では50年以内とされていたが、この規定は民法第604条の改正により削除された。
- 賃貸借契約の当事者は、書面によりその存続期間、借賃等の額及び支払条件その他その契約ならびにこれに付随する契約の内容を明らかにしなければならない。
- 契約期間の定めがある場合について、期間満了の際はその1年前から6ヵ月前までに相手方に対して更新をしない旨の通知をしないときは、従前の賃貸借と同一の条件で更新したものとみなされる。更新について賃借人に不利な特約は、定めなかったものとみなされる。
- 賃貸借の登記がなくても、農地または採草放牧地の引渡があったときは、これをもってその後その農地又は採草放牧地について物権を取得した第三者に対抗することができる。
- 借賃等の額が農産物の価格もしくは生産費の上昇もしくは低下その他の経済事情の変動によりまたは近傍類似の農地の借賃等の額に比較して不相当となったときは、契約の条件にかかわらず、当事者は、将来に向かつて借賃等の額の増減を請求することができる。ただし、一定の期間借賃等の額を増加しない旨の特約があるときは、その定めに従う。
- 賃貸借の当事者は、原則として都道府県知事の許可を受けなければ、賃貸借の解除をし、解約の申入れをし、合意による解約をし、または賃貸借の更新をしない旨の通知をしてはならない。なお都道府県知事が許可をしようとするときは、あらかじめ、都道府県農業会議の意見を聞かなければならない。

## 改正法
第171回国会（2009年）で「改正」法案について審議され、2009年6月17日参議院本会議で可決成立した。同改正法は、「農地耕作者主義」をやめ、食糧の自給率向上や環境保全などに重大な障害を持ち込むおそれを回避できる「効果的および効率的な農地の利用」を目指している。この改正は農地制度改正や改正農地法とも言われる。
戦後はじめて、農地の利用権（賃借権）を原則自由にした。農業生産法人や個人でなくとも、改正によりその他の会社やNPOの法人も「農地を適正に利用」との形をとると、そこに住んでいなくとも原則自由に農地を借りることができる。また、日本以外の外国資本を含めた農業生産法人が賃貸契約をすることができる。
主な改正点は、利用期間（賃借期間）を20年間から最長50年間へと変更、従来の農業従事者だけでなく農業生産法人やそれ以外の法人も借地を行う事ができる、ただし農業生産法人でない法人が借地する場合は、「農業に常時専従する者」を一人以上役員とする。これは役員が農地の適正な利用を監視出来る効果があるとされる。違法な利用や転用は罰金最高300万円から1億円となった。この改正法施行により耕作放棄地や遊休農地の解消がされると言われる。また農業委員会の許可を得る場合などもある。またこの改正で標準小作料が廃止された。
2009年12月15日から施行。成立は6月17日、6月24日の公布から6か月以内の施行とされていた。

## 手続の代理
農地転用に関する手続きには様々な種類があり、要件や添付書類も複雑なことから、下記の資格者が代理して行うことができる。
行政書士
農地転用に関する手続きは行政書士が行うことができる。行政書士法第1条の2第1項による書類作成は行政書士のみが行うことができる業務、また、同法第1条の3によって代理申請が認められている。ただし、他の法律において制限されているものについては、書類作成も提出代理も行うことができない。（同法第1条の2第2項、同法第1条の3但し書き）
弁護士
法律事務の一環として農地転用に関する手続きを行える。ただし、弁護士法第72条の規定に抵触する場合は、弁護士のみ行うことができる。(弁護士法第72条)
司法書士
不動産の権利に関する登記申請又は昭和44年5月12日民事甲第1093号法務省民事局長通達で認められている地目変更登記申請に添付する場合、農地転用関係の証明書類の交付請求書を作成することは司法書士も行うことができる。(昭和39年9月15日民事甲第3131号法務省民事局長回答)
土地家屋調査士
不動産の表示に関する登記である地目変更登記申請に添付する場合、農地転用関係の証明書類の交付請求書を作成することは土地家屋調査士も行うことができる。(昭和51年4月7日法務省民三第2492号法務省民事局長回答)